# Programme double
Ne doit pas être confondu avec le Double programme , terme cinématographique.
Le  programme double (en anglais doubleheader) consiste à jouer deux matchs de baseball (ou de rugby à XIII en Australie ou en Angleterre ) le même jour devant le même public (une seule recette). Dans certains cas, le public n'a pas accès aux deux matchs au programme avec le même ticket d'entrée (deux recettes). On nomme toutefois ces rencontres du terme de programme double.

## Origine

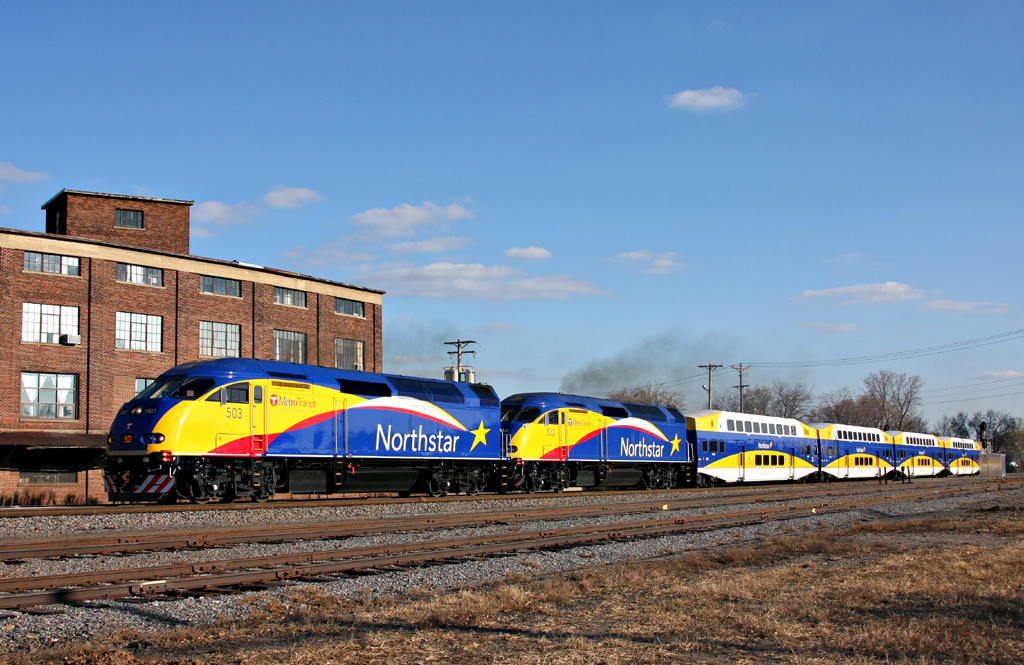
L'origine de l'expression: le domaine ferroviaire

Le terme anglais doubleheader vient du vocabulaire ferroviaire et désigne depuis les années 1870 les trains disposant de deux locomotives, ou deux « têtes » de train, d'où le mot header. Il est introduit dans le vocabulaire du baseball le 20 juillet 1896, dans un article du Cincinnati Enquirer signé Mitford Mathews.

## Programme double programmé ou subi

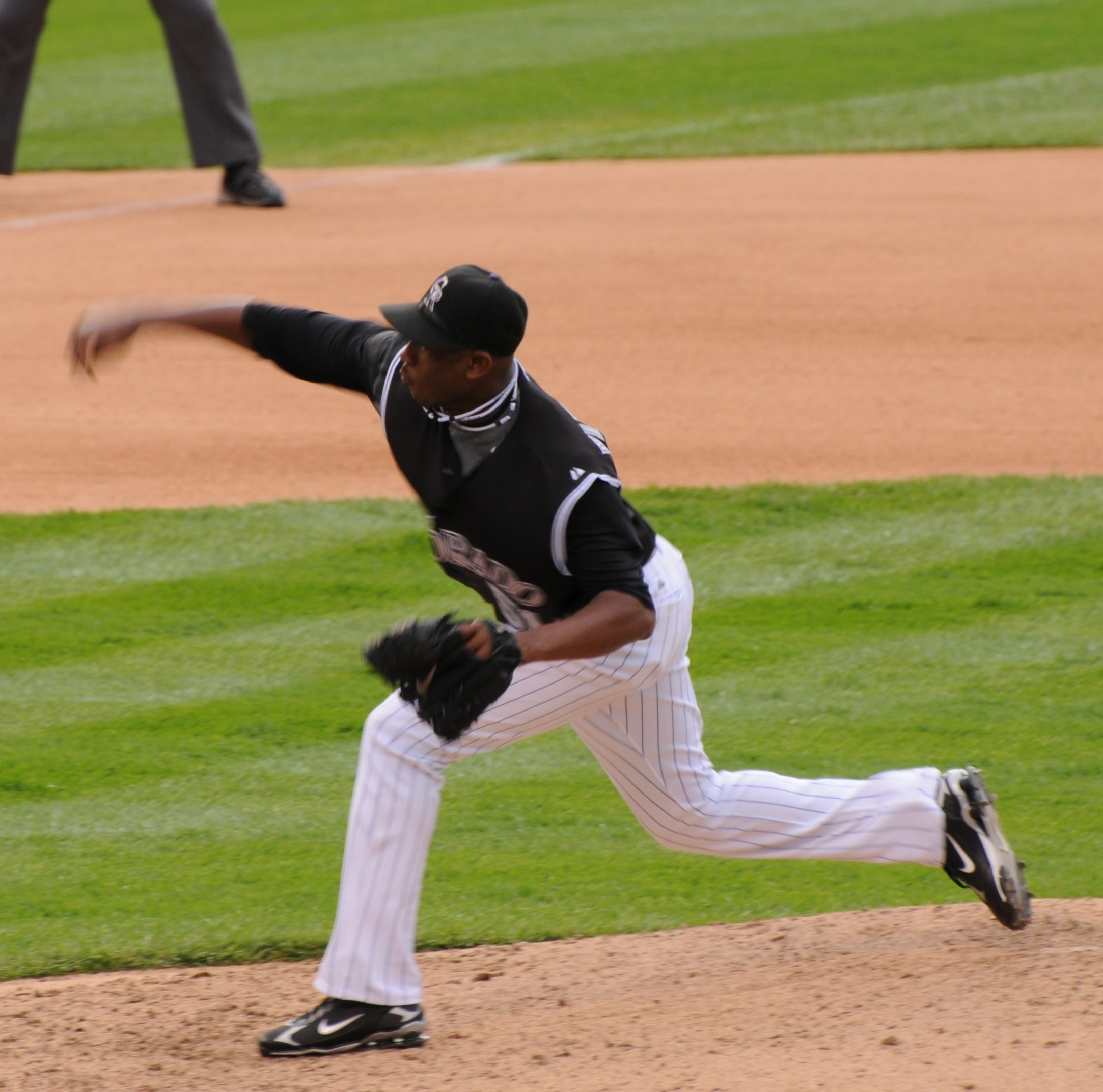
C'est au baseball que l'expression a été la première fois utilisée.

De fait, il existe deux types de programmes doubles : programmé ou subi. Un programme double peut en effet être programmé dès la publication du calendrier en raison de problèmes d'ajustement du programme des deux équipes. En 2011 dans la Ligue majeure de baseball, par exemple, l'affiche Athletics d'Oakland contre Angels de Los Angeles était prévue en programme double le 16 juillet. Les programmes doubles sont toutefois généralement ajoutés au calendrier d'une équipe lorsqu'une rencontre précédente entre les deux adversaires ne peut être jouée, la plupart du temps en raison du mauvais temps. Un match supplémentaire est donc ajouté dès le lendemain si possible, sinon lors de la prochaine visite d'un des clubs concernés dans la ville de son adversaire. Les doubles sont, dans la mesure du possible, programmés le plus rapidement possible, mais il existe des exemples où un club subit plusieurs journées inclémentes pour le baseball et fut forcé de jouer de nombreux programmes doubles tard dans la saison, désavantageant les joueurs, plus fatigués.
Dans les championnats européens, la pratique du programme double programmé est très courante et parfois même quasi systématique, comme en France le dimanche[réf. nécessaire]. Un programme double peut également être subi, à la suite du report d'un match, généralement à cause de la pluie. Le match reporté pourra être joué dès le lendemain, si le calendrier le permet, ou à une date ultérieure.

## Programmes doubles notables
Le premier cas de programme double remonte au 19 juin 1846 avec la double opposition New York Knickerbockers-Murray Hill au programme ce jour-là. En Ligue majeure, les Braves de Boston disputent neuf doubleheaders consécutifs entre le 4 et le 15 septembre 1928. 
Le 12 juillet 1979, la Disco Demolition Night est organisée à l'occasion d'un programme double entre les White Sox de Chicago et les Tigers de Détroit. L'événement dégénère en envahissement du terrain et le second match n'est pas joué.
Le 8 juillet 2000, les Mets et les Yankees jouent un programme double sur deux stades. La première partie se joue au Shea Stadium, antre des Mets ; la seconde au Yankee Stadium. L'expérience est renouvelée le 28 juin 2003 puis le 27 juin 2008. Le 25 septembre 2000, les Indians de Cleveland jouent un doubleheader contre deux équipes différentes : les White Sox de Chicago puis les Twins du Minnesota.

## Extension du concept au rugby à XIII
Le double-programme (ou double header) s'est développé dans d'autres sports que le baseball. 
Ainsi à partir des  années 2000, la pratique des double-header s'est développé en rugby à XIII dans les pays anglo-saxons, en Australie et en Grande-Bretagne,et cela  même au plus haut niveau entre équipes nationales, comme en coupe du monde . À la différence de ce qui se passe dans le baseball, il s'agit presque toujours d'un choix promotionnel  ou commercial  (il n'y a pas de double-header « subi ») et cela concerne toujours des équipes différentes  (et non pas, par exemple, la même équipe  qui joue contre un adversaire le jour même et un autre le lendemain). Si le même club ou une franchise -voire une nation - joue les deux matches,  ce seront alors des sections distinctes (équipe féminine, juniors, etc.) qui joueront au cours de ce double-header. Cela peut également rejoindre l'expression de « match en lever de rideau », mais dans le cas d'un double-header, les rencontres peuvent être d'égal niveau.